# Daliuhang (köpinghuvudort i Kina, Shandong Sheng, lat 37,61, long 121,05)
Daliuhang (kinesiska: 大柳行, 大柳行镇) är en köpinghuvudort i Kina. Den ligger i provinsen Shandong, i den östra delen av landet, omkring 370 kilometer öster om provinshuvudstaden Jinan. Antalet invånare är 24 322. Befolkningen består av 11 792 kvinnor och 12 530 män. Barn under 15 år utgör 11,0 %, vuxna 15-64 år 75 %, och äldre över 65 år 13,0 %.
Runt Daliuhang är det tätbefolkat, med 343 invånare per kvadratkilometer. Närmaste större samhälle är Guxian, 7,7 km sydost om Daliuhang. Trakten runt Daliuhang består till största delen av jordbruksmark.
Genomsnittlig årsnederbörd är 756 millimeter. Den regnigaste månaden är juli, med i genomsnitt 272 mm nederbörd, och den torraste är januari, med 11 mm nederbörd.